# Panell d'instruments

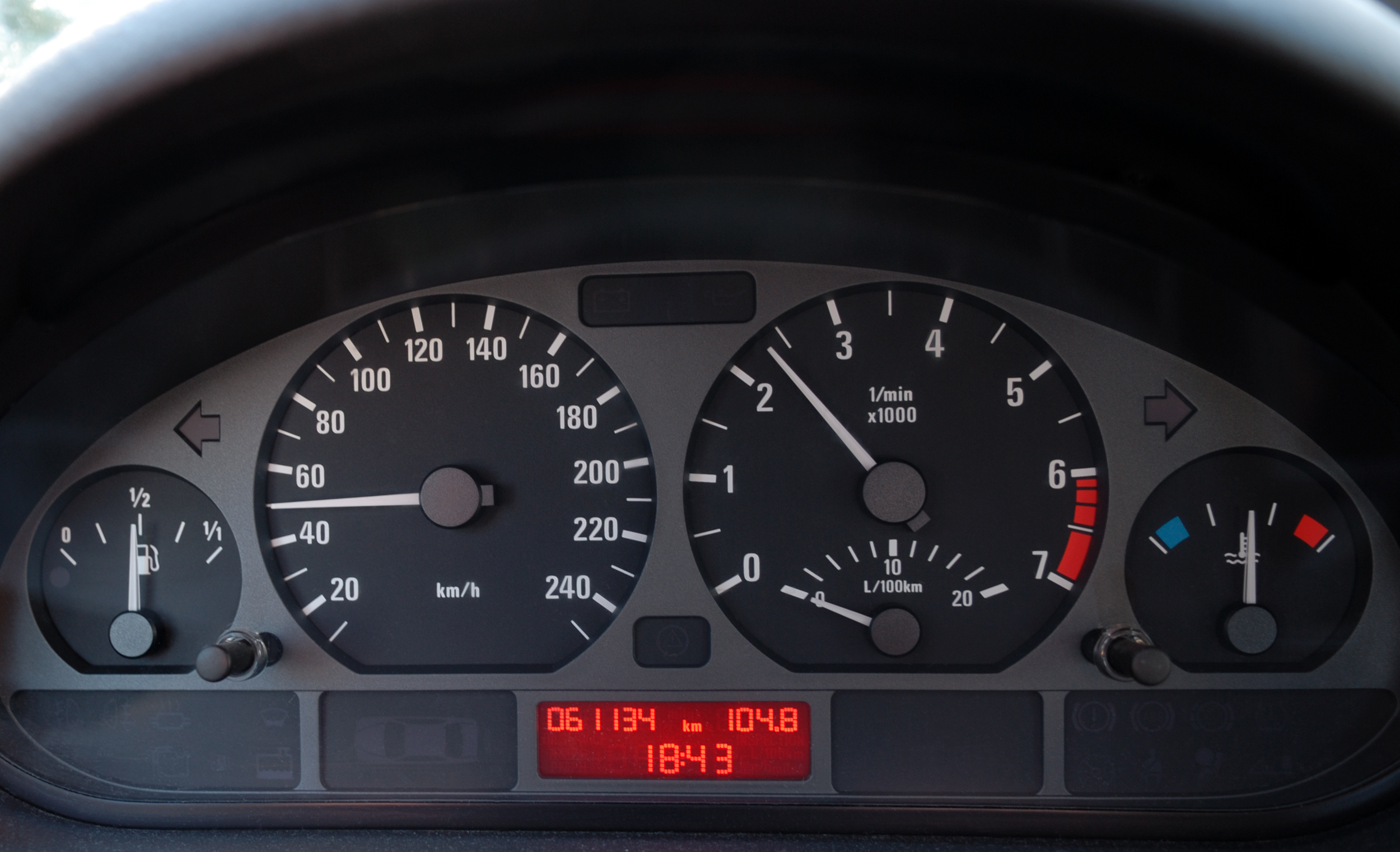
Quadre d'instruments d'un BMW E46 (4 ª sèrie 3)

S'anomena panell d'instruments o  quadre d'instruments  (en anglès dashboard o instrument panel) al conjunt d'instruments i indicadors en vehicles (automòbil de turisme, camions, motocicletes, etc.) que comprèn l'indicador de velocitat del vehicle, el tacòmetre o comptarevolucions, indicador de temperatura del refrigerant, indicador de combustible restant, en forma de rellotges analògics o digitals o una barreja d'ambdós. A més dels rellotges, estan una sèrie de testimonis lluminosos, de simbologia normalitzada com ara el testimoni de pressió d'oli, de càrrega de la bateria, d'indicadors de direcció, entre d'altres.

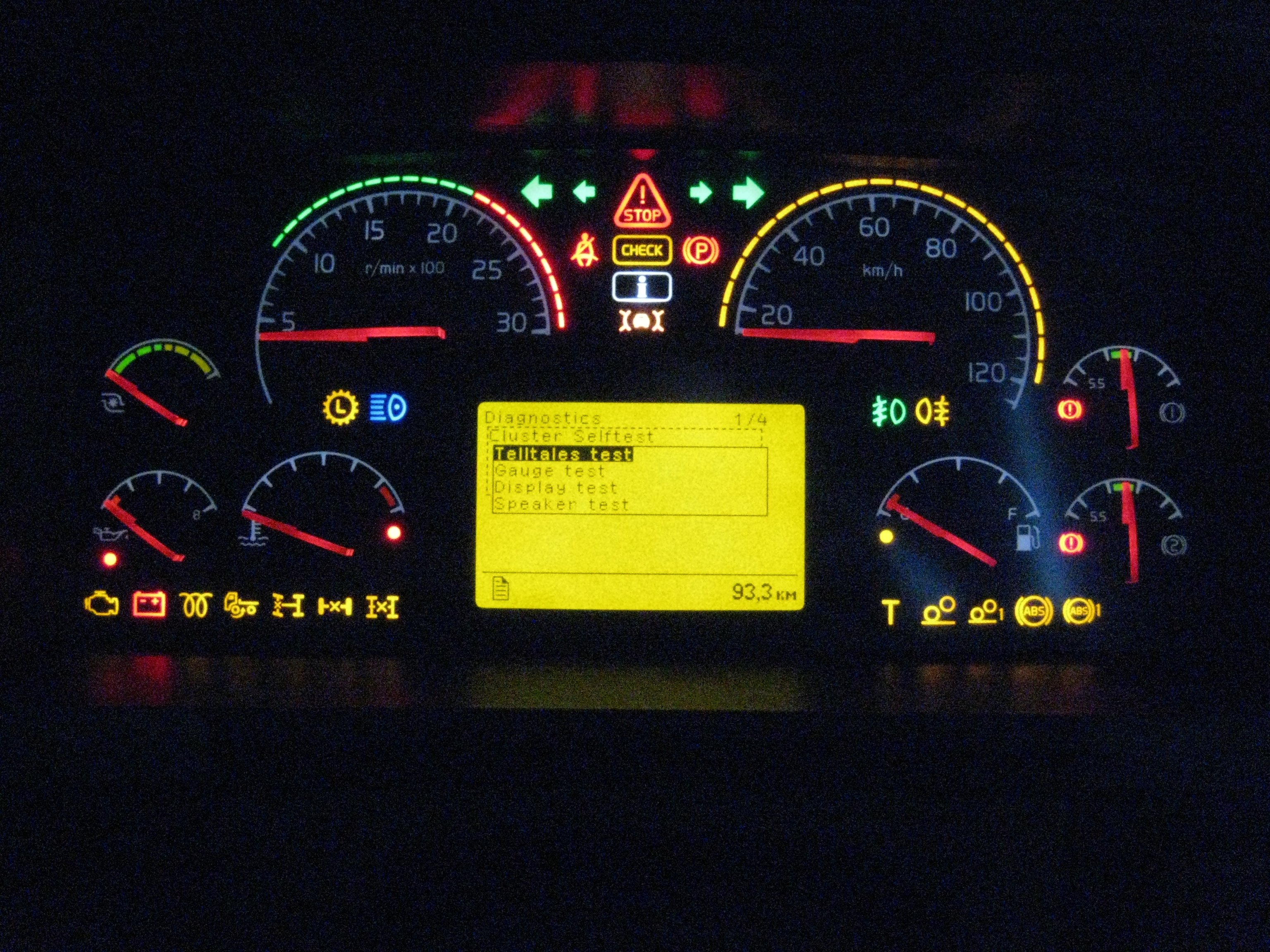
Quadre d'un camió Volvo FM, amb els indicadors de pressió dels dos circuits d'aire per al fre (a la dreta), de pressió d'oli i del turbo (a l'esquerra) el panell de check-control (centre) i us nombrosos testimonis lluminosos

## Indicadors
Inicialment el desplaçament de l'agulla es feia per mitjans electromecànics (magnètics), i actualment per un motor pas a pas. El desplaçament és generat per un circuit integrat (IC). Els quadres d'instruments d'última generació porten incorporats microprocessadors capaços de mostrar gràfics en pantalles LCD, tot i que se segueixen utilitzant instruments amb agulles per ser més fàcils de visualitzar.

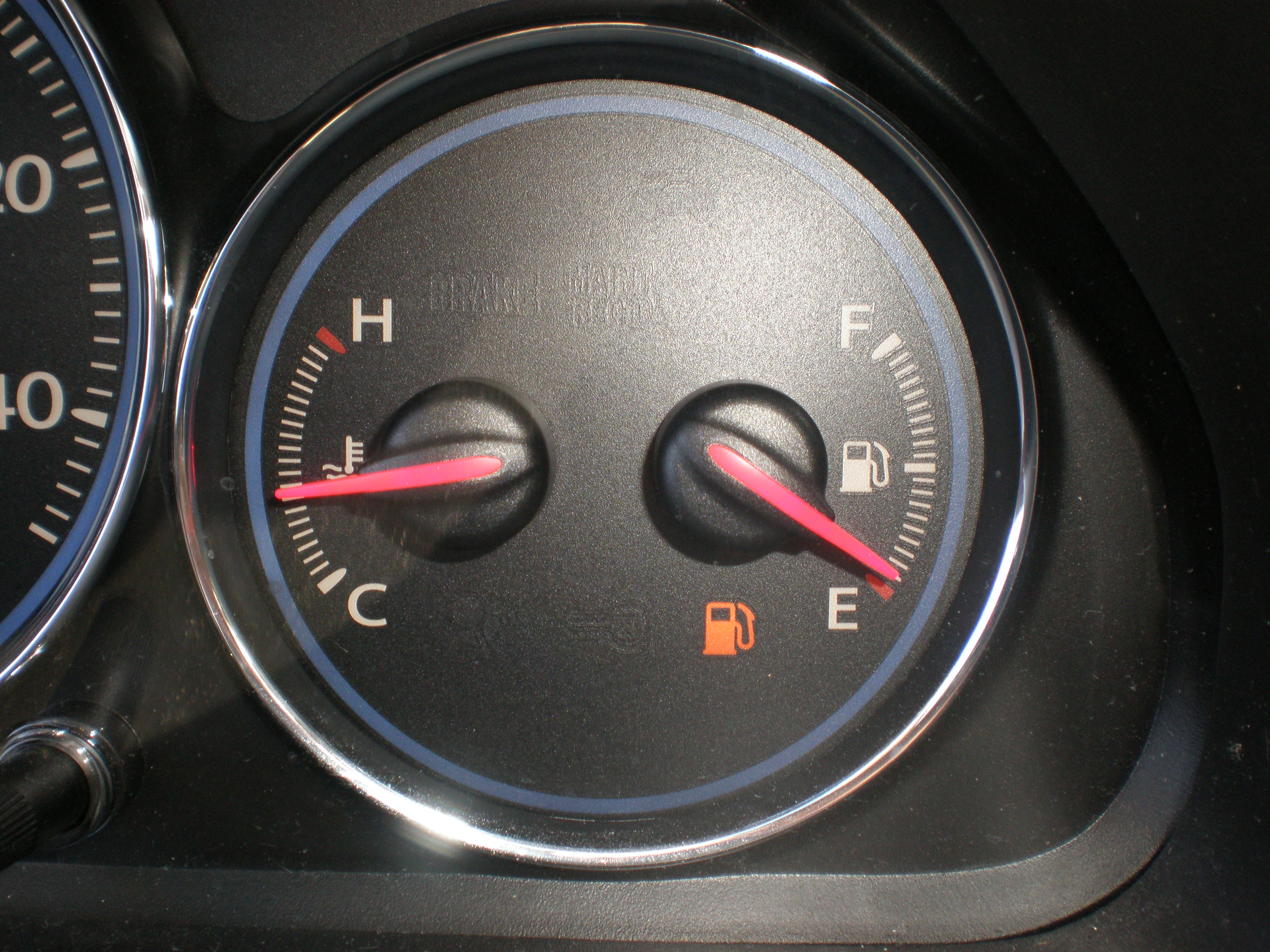
Indicadors de combustible, amb el testimoni de reserva, i temperatura de refrigerant, d'un Honda Civic

Des del punt de vista electrònic la centraleta electrònica del panell d'instruments està connectada al bus CAN del vehicle. D'aquesta manera es té un accés ràpid a totes les informacions necessàries per mantenir la informació en el panell d'instruccions actualitzada. Dispositius electrònics rellevants per al panell d'instruments poden ser la centraleta electrònica del motor, el sensor de temperatura exterior, el sensor de gir de les rodes així com un gran nombre de centraletes que hagin de reportar al panell d'instrument en cas de realitzar alguna tasca (ex. ABS o ESP) o en cas que hi hagi algun problema (sensor de pressió de les rodes, sensor de les portes en cas que no estan tancades, etc.)

## Testimonis

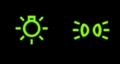
Testimoni d'il·luminació

Són làmpades integrades en el quadre i agrupades de manera racional i capaços de cridar l'atenció del conductor, per evitar problemes de seguretat o mecànics greus: per exemple el testimoni de pressió d'oli, de càrrega de la bateria, de temperatura excessiva del refrigerant, de nivell de líquid de frens, d'escalfadors en els motors dièsel, etc.

## Informació addicional
Alguns dels proveïdors més importants en la indústria de l'automòbil per a aquest tipus de components són les empreses alemanyes Continental AG i Bosch, i l'americana Johnson Controls.